# Тенчинский, Габриэль
Габриэль Тенчинский из Моравицы (пол. Gabriel Tęczyński; около 1430 — 27 октября 1497, битва у Козминского леса) — польский рыцарь, наследник имений Красник и Коньсковоля.

## Биография
Представитель польского шляхетского рода Тенчинских герба «Топор». Младший сын каштеляна краковского Ян Тенчинского из Беча и Войнице (1408/1410 — 1470) и Барбары Лянцкоронской из Бжезье. У него было шесть братьев и три сестры. Среди его братьев были: Анджей Тенчинский (ум. 1503) — каштелян иплогощский, садецкий и войницкий; Збигнев Тенчинский (ум. 1498) — староста мальборкский и львовский; Станислав Тенчинский (ум. 1487) — подкоморий хелмский (1468 г.) и воевода белзский; священник Сендзивой Тенчинский (ум. 1479) — королевский секретарь и ректор Ягеллонского университета; Миколай Тенчинский, воевода русский и белзский.
Первоначально, как и его брат Сендзивой, ему было предназначено стать священником. В 1480 году он принял на себя пребенд и канонство при родовом храме св. Святой Идзи в Кракове. Около 1482 года он оставил свою церковную карьеру. Он был владельцем моравского ключа в Краковском крае (4 деревни, в том числе Бачин), Здзёвице в Люблинском воеводстве и Красник. Он базировался в Коньсковоле.
Принимал участие в неудачной экспедиции польского короля Яна Ольбрахта в Молдавию, во время которой погиб 27 октября 1497 года в битве у Козминского леса. Его ренессансная гробница, заложенная его сыном Яном, находится в часовне Тенчинских в церкви Св. Успение Пресвятой Богородицы и святого Архангел Михаил в Краснике.
Женат на Анне из Кониньской Воли, которая принесла ему в приданое ключ от Коньсковолы, и у него было семеро детей от неё: У него было три сына и четверо дочерей:
- Ян Габриэль Тенчинский (1484—1552), маршалок надворный коронный и воевода сандомирский
- Станислав Тенчинский (1484—1559), подкоморий сандомирский, дворянин королевский
- Анджей Тенчинский (ок. 1480—1561), воевода люблинский и каштелян краковский, наследник Коньсковолы, для которой он получил права города в 1532 году
- Елена Тенчинская, жена подкомория саноцкого Николая Бала
- Барбара Тенчинская, жена Вавржинца Мешковского
- Беата Тенчинская, жена стольника саноцкого Петра Ваповского
- Анна Тенчинская, жена Николая Морского.